# Dispensatie (kerkelijk recht)
Dispensatie is binnen het canoniek recht een bijzondere vorm van ontheffing van bepaalde canonieke geboden of verboden, of - in de formulering van de Codex Iuris Canonici: (...) de vrijstelling van een louter kerkelijke wet in een bijzonder geval. Het gaat hier expliciet om kerkelijke voorschriften en niet om de Goddelijke wetten, waarvan geen dispensatie mogelijk is. Het verlenen van dispensatie geschiedt door hen die de uitvoerende macht bezitten binnen de grenzen van hun bevoegdheid, alsook door hen aan wie de macht om te dispenseren expliciet of impliciet toekomt, hetzij van rechtswege hetzij krachtens wettige delegatie. Dat betekent dat de dispensatie in sommige gevallen door de paus zelf verleend kan worden. In andere gevallen kan de dispensatie worden gegeven op diocesaan niveau. Het hangt van de omstandigheden af of - in dat laatste geval - de dispensatie wordt verleend door de bisschop of door de pastoor. De algemene normen met betrekking tot de kerkelijke dispensatie staan beschreven in de Codex (Hoofdstuk V; cc. 85-93).
De kerkelijke dispensatie heeft in de praktijk vooral betrekking op het echtverbintenisrecht. Zo moet er dispensatie worden aangevraagd indien er sprake is van een zogenaamd gemengd huwelijk. Dergelijke dispensaties worden doorgaans op diocesaan niveau afgehandeld door het officialaat.
Er bestaan ook vormen van dispensatie die in mindere mate leunen op het kerkelijk recht. Zo kan de paus kardinalen dispensatie verlenen voor het bijwonen van een consistorie en kan het College van Kardinalen een kardinaal dispensatie verlenen voor het bijwonen van een conclaaf. Ook kon aan gelovigen dispensatie worden verleend in relatie tot het verkrijgen van aflaten. Zo stelde bijvoorbeeld paus Pius XI in zijn apostolische constitutie Auspicantibus nobis aflaten in het vooruitzicht aan gelovigen die gedurende een bepaalde tijd in drie verschillende kerken per dag zouden bidden voor de paus, tegen ketterijen en voor de vrede, waarbij hij de mogelijkheid voor dispensatie inbouwde, bijvoorbeeld voor degenen die fysiek niet in staat waren dit werk te verrichten. In dit verband kon een dispensatie ertoe leiden dat de betrokken gelovigen door het verrichten van een ander werk (bijvoorbeeld thuis) alsnog voor de bedoelde aflaat in aanmerking kwamen.